# Rio Lule
Lule (em sueco: Luleälven ou Lule älv) é um rio da Norlândia, no Norte da Suécia. Nasce na Lapônia, atravessa Norrbotten, e deságua no Mar Báltico, perto de Luleå. Tem uma extensão de 450 km.

## Centrais hidroelétricas no Lule
O Lule é utilizado para a produção de energia elétrica, através de uma série de barragens com centrais hidroelétricas em: Ritsem, Vietas, Porjus, Harsprånget, Ligga, Messaure, Seitevare, Parki, Randi, Akkats, Letsi, Porsi, Laxede, Vittjärv e Boden.